# Covington (Louisiana)
Covington è una città della Louisiana, Stati Uniti d'America, capoluogo della parrocchia civile di St. Tammany. Nel 2010 la popolazione del comune ammontava a 8 765 abitanti, secondo i dati riportati dal censimento.
La città fa parte dell'area metropolitana della Grande New Orleans.

## Storia

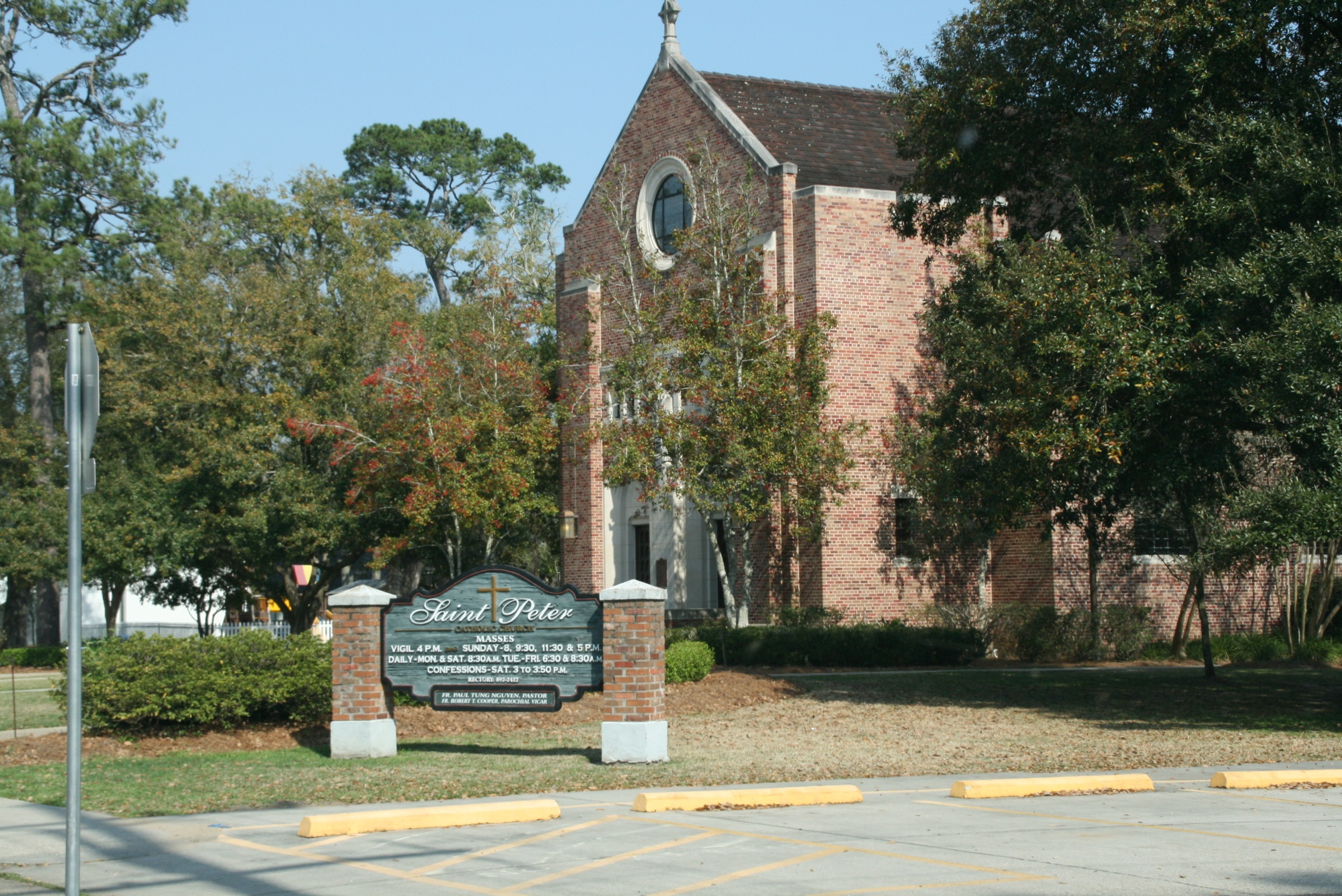
Chiesa cattolica di St. Peter

Il primo insediamento europeo in quest'area della Louisiana risale al 1800. Nel 1813 John Wahrton Collins fondò una città battezzandola Wharton; in seguito, la città venne rinominata Covington in onore del generale statunitense Leonard Covington, figura di rilievo della guerra anglo-americana. Nel 1888 è stata costruita la rete ferroviaria.
Verso la fine del ventesimo secolo, con l'espansione della rete stradale della Louisiana, si è verificata una forte migrazione dei residenti e lavoratori di New Orleans verso la città di Covington.

### Uragano Katrina
Nel 2005 la costa orientale degli Stati Uniti d'America è stata colpita dall'uragano Katrina. Sebbene l'uragano abbia raggiunto alcune zone nei pressi di Covington, la città non è stata vittima delle inondazioni grazie alla sua posizione sufficientemente elevata; ha subito, comunque, gravi danni causati dal vento. Dopo l'uragano, Covington ha conosciuto un grande aumento demografico dovuto al trasferimento degli abitanti dell'area di New Orleans, costretti ad abbandonare le loro case distrutte.

## Geografia fisica
Covington sorge in Louisiana nei pressi dei fiumi Bogue Falaya e Tchefuncte River, a 7,9 metri sul livello del mare. Secondo lo United States Census Bureau (Ufficio del censimento), la città ha una superficie di 21,2 km², di cui 20,7 km² di terra e 0,6 km² di acqua.

## Popolazione
Secondo i dati riportati dal censimento effettuato nel 2000, la popolazione di Covington ammontava a 8 483 abitanti; le case erano 3 258 e le famiglie 2 212. La popolazione era composta per il 77,45% da europei, 20,17% da afro americani, 1,56% da ispanici, 0,34% da asiatici, 0,33% da nativi americani, 0,25% da altre etnie e per lo 0.04% da isolani dell'Oceano Pacifico.
L'età media dei residenti era 38 anni.
Il reddito medio delle famiglie era di 50332 $.

## Monumenti e luoghi d'interesse
Nella città è presente una statua del 40º presidente degli Stati Uniti d'America, Ronald Reagan, alta 3 metri e costruita su una base di 1 metro e 80; è considerata la statua del presidente Reagan più grande del mondo.

## Film girati a Covington
- Dead Man Walking - Condannato a morte (1995)
- Kingfish: A Story of Huey Long (1995)
- La baia di Eva (1997)
- Local Color (2005)
- The Yellow Handkerchief (2008)
- Colpo di fulmine - Il mago della truffa (2009)
- Il patto (2010)
- Ho cercato il tuo nome (2012)